# Straat Karimata
De Straat Karimata (Indonesisch: "Selat Karimata") is een brede zeestraat in Indonesië. Zij verbindt de Javazee met de Zuid-Chinese Zee tussen de eilanden Sumatra en Borneo. De straat is ongeveer 207 km breed, gemeten van Borneo tot het eiland Billiton, dat voor de kust van Sumatra ligt.
De Karimata-eilanden liggen dicht bij Borneo in de Straat Karimata.